# Seacology
Seacology é uma organização sem fins lucrativos com sede em Berkeley, Califórnia, que trabalha para preservar ecossistemas de ilhas ao redor do mundo. Fundada em 1991, começou com o trabalho do etnobotânico Paulo Alan Cox, que pesquisava plantas tropicais e seu valor medicinal na aldeia de Falealupo, em Samoa, em meados da década de 1980. Quando os aldeões foram pressionados a vender o registo de direitos de floresta tropical , em 1988, para construir uma nova escola, Cox e sua mulher se ofereceram para ajudar a proteger os fundos para a nova escola em troca de um acordo com os moradores para proteger sua floresta. Com a ajuda de seus amigos e familiares, Cox garantiu os fundos no prazo de seis meses, tendo ele e o chefe da aldeia ganhado o Fuiono Senio, o Prêmio Goldman de meio Ambiente pelos seus trabalhos. O acontecimento espalhou-se por todas as ilhas, e com o aumento da demanda por projetos semelhantes, Cox, juntamente com Bill Marré e Ken Murdock, decidiram formar a Seacology e expandir o seu trabalho internacionalmente. Durante os primeiros anos, a organização operou numa base de voluntariado. Duane Silverstein tornou-se o primeiro funcionário em 1999, e a sede foi transferida para Berkeley, não muito longe de sua residência.
Por causa do alto risco de extinção da fauna da ilha e o declínio do ecossistema do recife de coral, Seacology principalmente focou em projetos em que os aldeões assinassem contratos em que eles concordam em ajudar a proteger habitats terrestres ou marinhos por um período específico, em troca de novos edifícios ou de serviços. As operações são de baixo custo, com média em torno de US$20.000 a $25.000. A construção é feita com mão de obra local e sem o uso de máquinas. Seacology seleciona seus projetos revendo as recomendações de seus representantes de campo e o seu conselho científico.
Em meados de 2016, Seacology tinha iniciado mais de 275 projetos globalmente, e ajudaram a preservar 753,456 hectares (3,049 km2) de habitat marinho e 615,745 hectares (2,492 km2) de habitats terrestres. Ao mesmo tempo, eles tinham ajudado a construir 104 novas instalações e proveram 36 programas, que incluíam materiais educativos, serviços médicos e de formação ambiental. Além de ajudar as pessoas locais em ilhas como a de Fiji, Kendhoo, e muitas outras, seus projetos têm ajudado a proteger as florestas de mangue, tartarugas marinhas, mamíferos marinhos chamados dugongos, e um dos primatas mais raros do mundo: o Nomascus hainanus. Seacology também premia anualmente com o Prêmio Seacology indígenas ilhéus por seus trabalhos na conservação e preservação cultural. A organização ajuda a apoiar as comunidades das ilhas através da promoção do ecoturismo, e ajudou a aumentar a fundos de emergência para tsunamis. O seu orçamento é modesto, e não recompensa os membros de seu conselho. A organização ganhou prêmios do Yahoo! e Travel + Leisure magazine, e foi mostrada no clipe de "What about Now", da banda de rock americana Daughtry.